# Пеньяфлор (Чили)
Пеньяфлор (исп. Peñaflor) — город в Чили. Административный центр одноимённой коммуны. Население города — 63 209 человек (2002). Город и коммуна входит в состав провинции Талаганте и Столичной области.

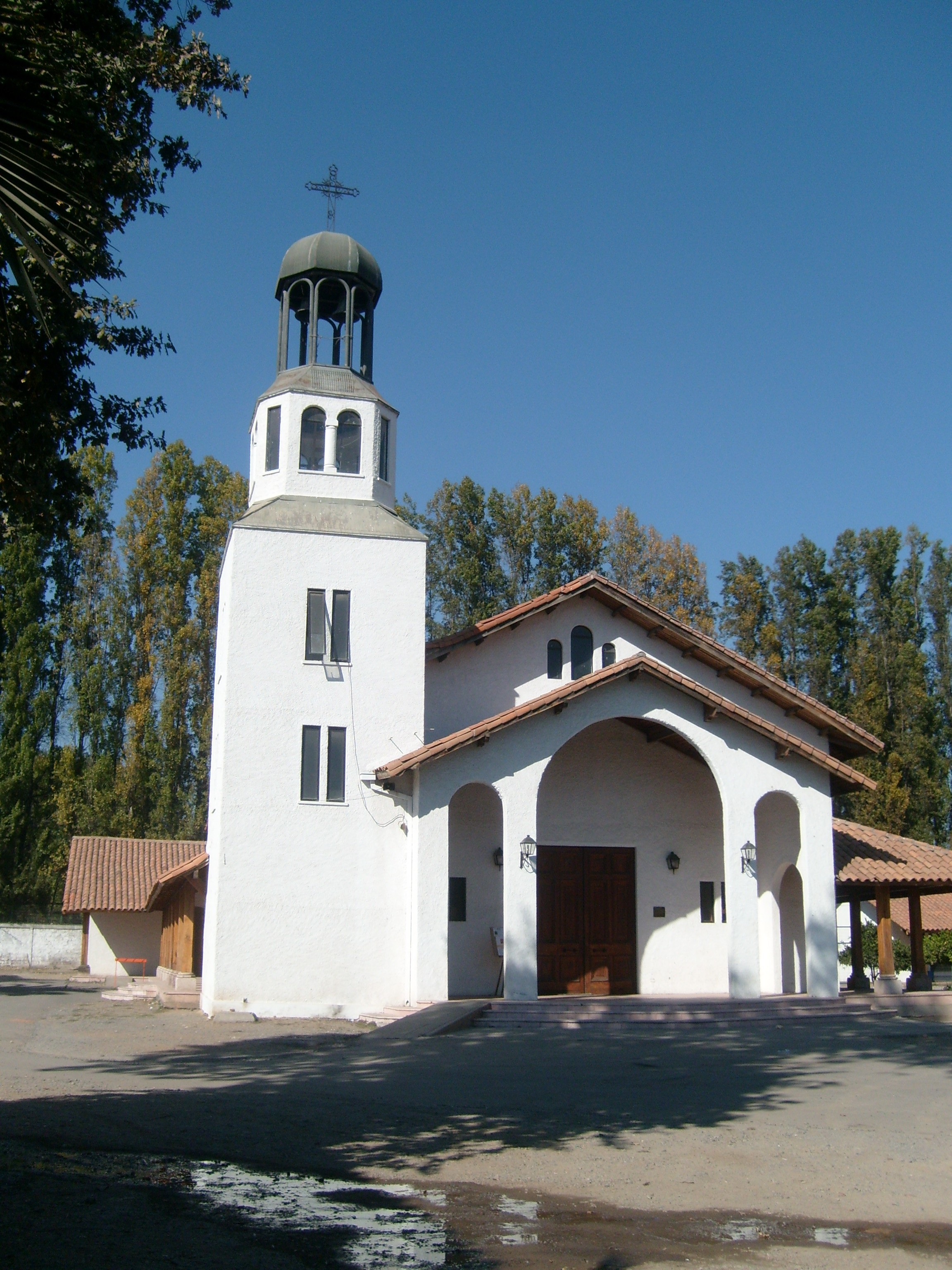

Территория — 69 км². Численность населения — 90 201 житель (2017). Плотность населения — 1307,3 чел./км².

## Расположение
Город расположен в 31 км на юго-запад от столицы Чили города Сантьяго.
Коммуна граничит:
- на севере — c коммуной Падре-Уртадо
- на востоке — с коммуной Калера-де-Танго
- на юге — c коммуной Талаганте
- на юго-западе — c коммуной Эль-Монте
- на северо-западе — c коммуной Мелипилья

## Демография
Согласно сведениям, собранным в ходе переписи 2017 г  Национальным институтом статистики (INE),  население коммуны составляет:
| Полное население                          | Полное население                          | Полное население                          | Полное население                          | Полное население                          | 90 201 |
| ----------------------------------------- | ----------------------------------------- | ----------------------------------------- | ----------------------------------------- | ----------------------------------------- | ------ |
| в том числе:                              | Городское население                       | 83 064                                    | Процент городского населения, %           | 92,09                                     |        |
|                                           | Сельское население                        | 7 137                                     | Процент сельского населения, %            | 7,91                                      |        |
|                                           | Мужское население                         | 43 944                                    | Процент мужского населения, %             | 48,72                                     |        |
|                                           | Женское население                         | 46 257                                    | Процент женского населения, %             | 51,28                                     |        |
| Плотность населения, чел/км²              | Плотность населения, чел/км²              | Плотность населения, чел/км²              | Плотность населения, чел/км²              | Плотность населения, чел/км²              | 1307,3 |
| Население коммуны в % к населению области | Население коммуны в % к населению области | Население коммуны в % к населению области | Население коммуны в % к населению области | Население коммуны в % к населению области | 1,27   |

| Динамика изменения населения коммуны | Динамика изменения населения коммуны | Динамика изменения населения коммуны | Динамика изменения населения коммуны |
| ------------------------------------ | ------------------------------------ | ------------------------------------ | ------------------------------------ |
| 1992                                 | 2002                                 | 2012                                 | 2017                                 |
| 50187                                | 66619▲                               | 86193▲                               | 90201▲                               |

## Важнейшие населенные пункты[4]
| № | Населённый пункт    | Населённый пункт (исп.) | Категория | Население чел. (2002) | На карте                        |
| - | ------------------- | ----------------------- | --------- | --------------------- | ------------------------------- |
| 1 | Пеньяфлор - Мальоко | Peñaflor -Malloco       | город     | 63209                 | 33°36′18″ ю. ш. 70°52′44″ з. д. |
| 2 | Колония-Алемана     | Colonia Alemana         | поселок   | 309                   | 33°37′38″ ю. ш. 70°53′29″ з. д. |
| 3 | Эль-Росарио         | El Rosario              | поселок   | 173                   | 33°38′15″ ю. ш. 70°55′14″ з. д. |
| 4 | Санта-Корина        | Santa Corina            | поселок   | 144                   | 33°35′13″ ю. ш. 70°52′34″ з. д. |
| 5 | Авенида-Пеньяфлор   | Avenida Penaflor        | поселок   | —                     | 33°37′58″ ю. ш. 70°54′38″ з. д. |
| 6 | Пельвин             | Pelvin                  | поселок   | —                     | 33°36′24″ ю. ш. 70°55′03″ з. д. |
| 7 | Эль-Гуанако         | El Guanaco              | поселок   | —                     | 33°35′28″ ю. ш. 70°53′24″ з. д. |